# Leonello Spada
Pour les articles homonymes, voir Spada (homonymie).
Leonello Spada ou  Lionello Spada (Bologne, 1576 - Parme, 17 mai 1622) est un peintre et un graveur italien baroque de l'école bolonaise, l'un des disciples du Caravage et pour cette raison parfois surnommé Scimmia del Caravaggio (le singe de Caravage).

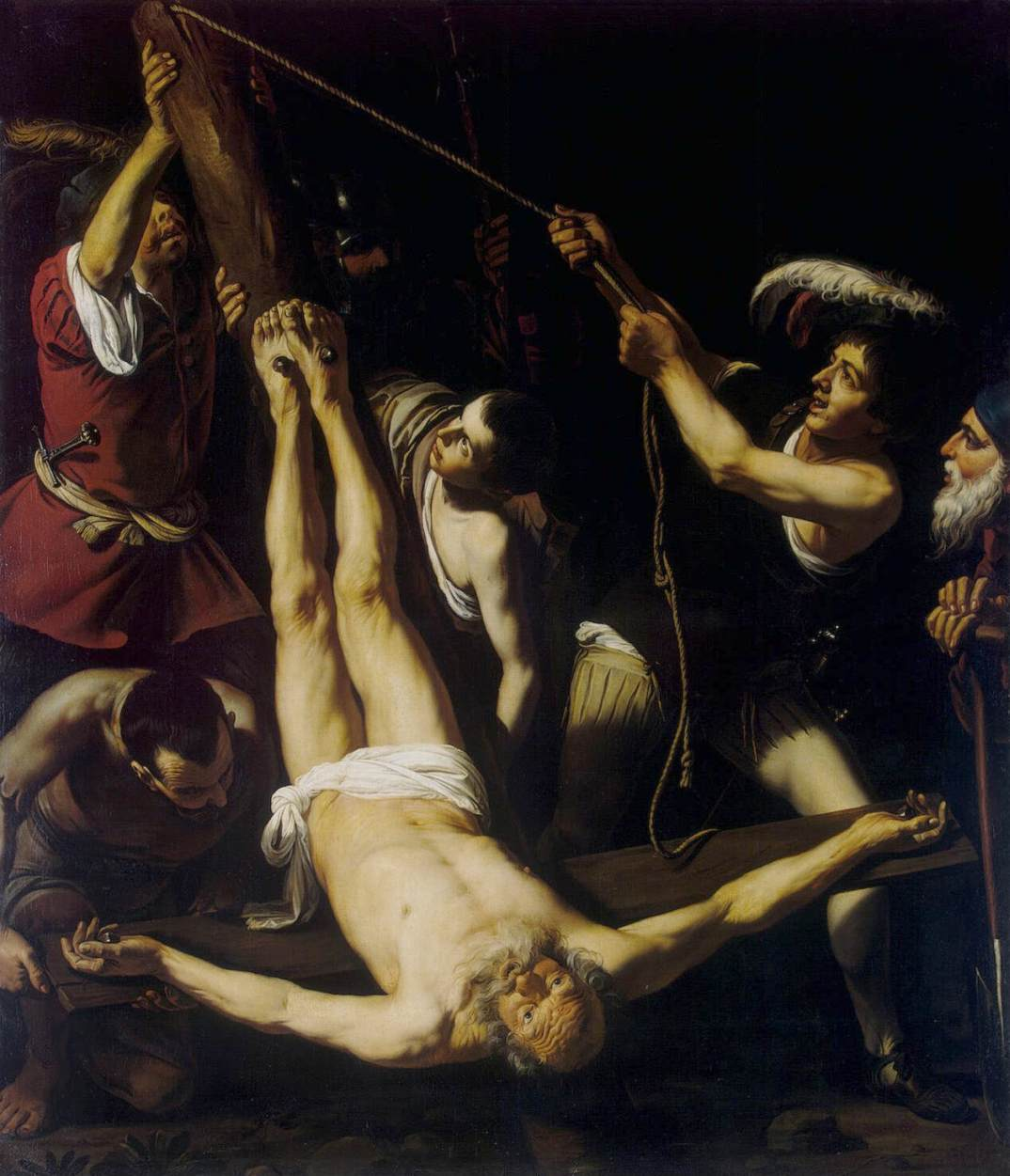
Le Martyre de Pierre (apôtre). Musée de l'Ermitage à Saint-Pétersbourg

## Biographie
Leonello Spada est d'abord l'apprenti de Cesare Baglioni et dans les années 1600, il est actif avec Girolamo Curti, comme membre d'une équipe de peintres spécialisés en quadratura à Bologne. Il fréquente l'académie bolonaise des Incamminati des Carrache et collabore aux décorations des obsèques d'Agostino Carracci en 1603 et son style sera très influencé par celui de Lodovico Carracci.
Il se rend à Rome  où Le Caravage l'accueille. Puis il l'accompagne à Naples et à Malte. Des démélés avec la justice à la suite d'une bagarre conduisent Spada à  revenir dans sa ville natale où il est le rival d'Alessandro Tiarini.
C'est surtout comme peintre ornemaniste qu'il est appelé, à diverses reprises, à Parme, à Modène, à Reggio, où il s'installe pendant quelques années et ouvre un atelier d'élèves. 
Avec Francesco Brizio qui l'assiste  et Lucio Massari, ils collaborent pour les cycles épiques d'Histoires romaines de Torquato Tasso des loggias du palais Bentivogli.

## Œuvres
- La Vierge et les saints Dominique et François intercédant auprès du Christ (1604), retable, sa plus ancienne œuvre connue
- Abramo e Melchisedech (1605), initialement à l'église Santo Antonio Abate in Montalto, conservée à la pinacothèque de Bologne
- Saint Jérôme, Galerie Nationale d'Art Antique, Rome[3]
- La Décollation de saint Christophe, église Notre-Dame, Épernay
- Lamentation sur le Christ mort (vers 1614), huile sur toile, 120,5 × 158 cm, Montpellier, musée Fabre
- Le Christ couronné d'épines (vers 1614-1616), musée Condé, Chantilly
- La Buona Ventura, Galleria Estense, Modène
- Le Martyre de Pierre (apôtre) entre 1600 et 1650, huile sur toile, 232 x 201 cm, Musée de l'Ermitage à Saint-Pétersbourg.
- Salomè riceve la testa del Battista, Palazzo Spalletti-Trivelli, Reggio Emilia
- La Pesca miracolosa, Ospedale di San Procolo
- Caïn et Abel, 1612-1614, huile sur toile, 178.5 x 118 cm, Musée de Capodimonte,  Naples[4]
- Joseph et la femme de Putiphar (vers 1615-1620), huile sur toile, 194 × 144 cm, Palais des beaux-arts, Lille
- La Fuite de Troie, Château de Bonnemare Radepont
- Au musée du Louvre, Paris :
  - Énée, Ascagne, Anchise, qui reçoit les Pénates des mains de Créuse (1615)[5]
  - Le Retour de l'enfant prodigue
  - Le Concert (vers 1615)
  - Nombreux dessins au département des arts graphiques